# Trittame forsteri
Trittame forsteri is een spinnensoort uit de familie Barychelidae. De soort komt voor in Queensland.